# Wylen
Wylen (auch Wilen) ist nebst Ingenbohl, Brunnen und Unterschönenbuch einer der vier Gemeindeteile der Schweizer Gemeinde Ingenbohl im Kanton Schwyz. Gelegen auf einer Hügelkuppe am Fusse des Urmibergs, hat sich Wylen vor allem in den letzten beiden Dekaden zu einer Wohngegend entwickelt.

## Geschichte
Erstmals wurde Wylen 1217 im Einsiedler Urbar als Wilare erwähnt. Aus dieser Zeit stammt auch der Sodbrunnen bei der St. Laurenz-Kapelle, der unter Denkmalschutz steht.
In den 1980er-Jahren begann der Aufschwung Wylens als neues Wohnquartier in der Gemeinde Ingenbohl. Zunächst entstanden am Südfuss des Hügels Bauten im Herrenmatt-Quartier, ehe danach in der unmittelbaren Umgebung die Häuser entlang des Ballywegs entstanden. Weitere Quartiere entstanden in der Nähe der Kapelle im Bantlirain. Mittlerweile bildet Wylen eine durchgehende Siedlung in West-Ost-Richtung.
2003 bildete sich im Gebiet Schränggigen ein Lichtbogen zwischen einer Tanne und der Atel-Lukmanierleitung, welcher durch eine Kettenreaktion einen flächendeckenden Stromausfall in Italien, aber auch in der Stadt Genf, im Tessin, im Misox und im Oberengadin verursachte.

## Wirtschaft und Verkehr
Wirtschaftsbetriebe sind in Wylen keine mehr anzutreffen, das Restaurant Wylen und das Getränkelager Wiget schlossen oder zogen ins Dorfzentrum um. Auch befand sich in der Senkung zwischen Urmiberg und Wylenhügel ein Steinbruch. Deren Bauten mussten in letzter Zeit weiteren Wohnquartieren weichen. Als das Holcim-Zementwerk in Ingenbohl noch in Betrieb war, kam es nicht selten vor, dass in Wylen zentimeterdicke Staubschichten auf Autos und Balkons zu finden waren.
Öffentlicher Verkehr existiert in Wylen bisher nicht, jedoch wird in Zukunft die Einführung von Ortsbusverbindungen von politischer Seite geprüft und gefordert. Der nächstgelegene Bahnhof ist Brunnen, wo sich auch die nächstgelegene Bushaltestelle der AAGS befindet. Der Individualverkehr wird vorwiegend über die Wylenstrasse abgewickelt, welche den Weiler mit dem Bahnhof Brunnen, aber auch mit der Hauptstrasse 2b (Kreuzung Rosengartenstrasse/Luzernerstrasse) verbindet. Richtung Norden besteht mit der Schränggigenstrasse eine Strassenverbindung, welche im Gebiet Stegstuden in die Seewenstrasse einmündet.

## Quartiere

### Ballyweg/Herrenmatt/Schwertern
Der westlichste Teil Wylens bilden die Siedlungen zwischen dem südwestlichen Teil der Wylenstrasse und der Urmibergstrasse und um die Strassenzüge Herrenmatt, Ballyweg, Obere Schwertern und Untere Schwertern. Sie entstanden in den 1970er und 1980er rund um das ehemalige Ballyheim, welches auf einer leicht vorstehenden Ausdehnung des Hügels Richtung Talkessel thronte (2014 abgebrochen). Hier sind vorwiegend Einfamilienhäuser, Reiheneinfamilienhäuser und Doppeleinfamilienhäuser zu finden, an der Herrenmatt befinden sich noch zwei Wohnblöcke.

### Wylen
Das zentrale Quartier schliesst östlich an das Ballyweg/Herrenmatt/Schwertern-Quartier an. Das Zentrum des gesamten Weilers befindet sich bei der Kapelle und dem Ziehbrunnen. Rundherum entstanden in den letzten Jahren neue Wohnbauten, so das Einfamilienhausquartier Bantlirain mit der Erweiterung Bantlipark. Markant ist auch die Überbauung Vision 3000.

### Schränggigen
Sehr locker setzt Schränggigen östlich an Wylen an. Dieses Gebiet, das oftmals auch als eigenständiger Weiler bezeichnet wird, besteht vorwiegend aus Bauernhöfen und erstreckt sich von Wylen bis zur Einmündung der Schränggigenstrasse in die Seewenstrasse.

## Personen
- Franz Heinzer, Skirennfahrer, lebt in Wylen

## Sehenswürdigkeiten
- Laurentiuskapelle, erbaut 1595
- Ziehbrunnen, erbaut im 13. Jahrhundert[6]
- Wylerbrücke, gedeckte Holzbrücke am Ende des Hügels